# Massimo Vedovelli
Massimo Vedovelli (Roma, 1953) è un filosofo e linguista italiano. È stato Rettore dell'Università per stranieri di Siena; dal 2013 al 2016 è stato assessore alla cultura del Comune di Siena.

## Biografia
Laureato in filosofia del linguaggio presso l'Università La Sapienza di Roma nel 1976, è professore ordinario di Linguistica educativa e di Semiotica presso la Facoltà di Lingua e cultura italiana dell'Università per stranieri di Siena, dove dal 2004 ha assunto la carica di Rettore. Precedentemente ha svolto attività di ricerca e di docenza presso l'Università di Heidelberg, l'Università della Calabria, l'Università La Sapienza di Roma, l'Università degli studi di Pavia. 
I suoi settori di ricerca si muovono nell'ambito della glottodidattica, della semiotica, della sociolinguistica e della linguistica acquisizionale. Ha introdotto in Italia il concetto di lingua immigrata. In generale, le sue ricerche si concentrano sull'insegnamento e apprendimento delle lingue in contesto migratorio. 
È autore di un commento al Quadro comune europeo di riferimento per l'insegnamento delle lingue e coautore della ricerca Italiano 2000, indagine motivazionale sui pubblici dell'italiano all'estero, realizzata nel 2000 sotto la guida di Tullio De Mauro. È stato il fondatore e primo direttore della CILS - Certificazione di Italiano come Lingua Straniera, e del Centro di Eccellenza della Ricerca Osservatorio linguistico dell'italiano diffuso fra stranieri e delle lingue immigrate in Italia, istituiti presso l'Università per stranieri di Siena.

## Opere principali
- LIP. Lessico di frequenza dell'italiano parlato, con Tullio De Mauro, Miriam Voghera, Federico Mancini, Milano, IBM - Etas, 1993.
- Italiano 2000. I pubblici e le motivazioni dell'italiano diffuso tra stranieri, con Tullio De Mauro, Monica Barni e Lorenzo Miraglia, Roma, Bulzoni, 2002.
- Guida all'italiano per stranieri. La prospettiva del Quadro comune europeo per le lingue, Roma, Carocci, 2002.
- L'italiano degli stranieri, Roma, Carocci, 2002.
- Lingua in giallo. Analfabeti, criminali, sordomuti, certificazioni di lingua straniera, Perugia, Guerra, 2004.
- Storia linguistica dell'emigrazione italiana nel mondo (curatela), Roma, Carocci, 2011.